# International Race of Champions 1992
International Race of Champions 1992 (IROC XVI) kördes över fyra omgångar. Ricky Rudd tog hem titeln före Dale Earnhardt.

## Delsegrare
| Datum       | Bana      | Vinnare        |
| ----------- | --------- | -------------- |
| 14 februari | Daytona   | Dale Earnhardt |
| 2 maj       | Talladega | Davey Allison  |
| 1 augusti   | Michigan  | Geoff Brabham  |
| 15 augusti  | Michigan  | Al Unser Jr.   |

## Slutställning
| Plats | Förare         | Poäng |
| ----- | -------------- | ----- |
| 1     | Ricky Rudd     | 68,5  |
| 2     | Dale Earnhardt | 63    |
| 3     | Al Unser Jr.   | 59    |
| 4     | Rusty Wallace  | 47    |
| 5     | Harry Gant     | 46,5  |
| 6     | Geoff Brabham  | 46    |
| 7     | Davey Allison  | 42    |
| 8     | Davy Jones     | 33    |
| 9     | Scott Pruett   | 27    |
| 10    | Hurley Haywood | 27    |
| 11    | Pete Halsmer   | 22    |
| 12    | Arie Luyendyk  | 21    |